# Kroger
The Kroger Company, ou simplesmente Kroger, é uma empresa americana de varejo que opera (diretamente ou por meio de suas subsidiárias) supermercados e lojas de departamentos em todos os Estados Unidos.
Fundada por Bernard Kroger em 1883 em Cincinnati, Ohio, a Kroger opera 2.719 lojas de varejo de supermercado sob suas várias bandeiras e divisões em 35 estados e no Distrito de Columbia. Seus formatos de loja incluem 134 hipermercados, 2.273 supermercados, 191 lojas de mercado e 121 lojas de armazém. A Kroger opera 33 fábricas, 1.642 centros de abastecimento de supermercados, 2.254 farmácias, 225 clínicas médicas The Little Clinic e 127 joalherias (782 lojas de conveniência foram vendidas ao EG Group em 2018). A sede da Kroger está localizada no centro de Cincinnati.
A Kroger Company é a maior operadora de supermercados dos Estados Unidos em termos de receita e a quinta maior varejista geral do país. A empresa é uma das maiores empregadoras privadas de propriedade americana nos Estados Unidos. Além disso, a Kroger está classificada em 25º lugar no ranking Fortune 500 das maiores corporações dos Estados Unidos por receita total.
Cerca de dois terços dos funcionários da Kroger são representados por acordos de convenção coletiva de trabalho, sendo que a maioria é representada pela United Food and Commercial Workers (UFCW).

## História

### Início
Em 1883, Bernard Kroger, de 23 anos, o quinto de dez filhos de imigrantes alemães, investiu suas economias de uma vida inteira de US$ 372 (equivalente a US$ 12.164 em 2023) para abrir uma mercearia na Pearl Street, 66, no centro de Cincinnati. Filho de um comerciante, ele administrava seu negócio com um lema simples: "Seja específico. Nunca venda nada que você mesmo não queira." Ele fez experiências com produtos de marketing que sua empresa produzia para que seus clientes não precisassem frequentar lojas e fazendas diferentes.
Em 1884, Kroger abriu sua segunda loja. Em 1902, a Kroger Grocery and Baking Company foi incorporada. Nessa época, a empresa havia crescido para quarenta lojas e vendia US$ 1,75 milhão em mercadorias por ano. Além disso, a Kroger tornou-se a primeira cadeia de supermercados a ter sua própria padaria.
Em 1916, a empresa Kroger começou a usar o autoatendimento para compras. Antes disso, todos os artigos eram mantidos atrás dos balcões. Os clientes os pediam e os balconistas os entregavam.
Em 1929, houve rumores de que a Safeway se fundiria com a Kroger. Levou quase um século até que esse rumor se tornasse realidade, quando a Kroger anunciou em 2022 que adquiriria a empresa controladora da Safeway, a Albertsons.
Na década de 1930, a Kroger Grocery and Baking Company tornou-se a primeira cadeia de supermercados a monitorar a qualidade dos produtos e a testar os alimentos oferecidos aos clientes. Também se tornou a primeira empresa com uma loja cercada de estacionamentos nos quatro lados. Em 1932, a empresa testou um projeto piloto depois de abrir uma mercearia em Indianápolis. As instalações, que eram cercadas por um estacionamento para 75 carros, permitiram que a empresa determinasse a estreita relação entre as instalações de estacionamento e as vendas brutas.

### Década de 1950
A partir de 1955, a Kroger começou a adquirir redes de supermercados, expandindo-se para novos mercados. Em maio, a Kroger entrou no mercado de Houston, Texas, adquirindo a rede de 26 lojas Henke & Pillot. Em junho, a Kroger adquiriu a Krambo Food Stores, Inc., de Appleton, Wisconsin. Em julho, comprou a Child's Food Stores, Inc., de Jacksonville, Texas, e operou 25 supermercados no Texas, Arkansas e Louisiana.
Em janeiro de 1956, a empresa comprou a Big Chain Stores, Inc., uma rede de sete lojas sediada em Shreveport, Louisiana, combinando-a posteriormente com o grupo Child's Food Stores, Inc. Todas essas redes adotaram a bandeira Kroger em 1966.
Durante todas as aquisições, em setembro de 1957, a Kroger vendeu sua divisão de lojas de Wichita, Kansas, que consistia em 16 lojas, para a J. S. Dillon and Sons Stores Company, então dirigida por Ray S. Dillon, filho do fundador da empresa.

### Década de 1960
Em outubro de 1963, a Kroger adquiriu a rede de 56 lojas Market Basket, o que lhe proporcionou uma base de apoio no lucrativo mercado do sul da Califórnia. Antes disso, a Kroger não tinha lojas a oeste do Kansas. A Kroger, no entanto, não conseguiu fazer progressos significativos, conseguindo apenas uma participação de mercado de 5%. Em 1982, ela se retirou do mercado da Califórnia.
A Kroger abriu lojas na Flórida sob as bandeiras SupeRx e Florida Choice desde a década de 1960 até 1988, quando a rede decidiu sair do estado e vendeu todas as suas lojas; a Kash n' Karry comprou a maior parte.

### Década de 1970
Na década de 1970, a Kroger se tornou a primeira mercearia dos Estados Unidos a testar um scanner eletrônico e a primeira a formalizar uma pesquisa com consumidores.
Embora a Kroger tenha operado por muito tempo lojas na área de Huntsville-Decatur, no norte do Alabama (como uma extensão sul de sua região de Nashville, Tennessee), ela não opera no maior mercado do estado, Birmingham, desde o início da década de 1970, quando saiu como resultado da intensa concorrência da Winn-Dixie e das redes locais Bruno's Supermarkets e Western Supermarkets.
A Kroger construiu uma fábrica de laticínios ultramoderna (Crossroad Farms Dairy) em Indianápolis em 1972. Na época, ela foi considerada a maior fábrica de laticínios do mundo.
A Kroger saiu do mercado de Chicago em 1970, vendendo seu armazém de distribuição em Northlake, Illinois, e 24 lojas para a rede de supermercados Dominick's Finer Foods.
A Kroger saiu da área de Minneapolis-Saint Paul em 1970, vendendo 16 lojas para a Quality Foods, que mudou a marca das lojas para Piggly Wiggly.
A Kroger saiu de Milwaukee em 1972, vendendo algumas lojas para a Jewel-Osco. A Kroger retornaria mais tarde, em 2015, após a aquisição da Roundy's Supermarkets.
A Kroger entrou no mercado de Charlotte em 1977 e se expandiu rapidamente durante a década de 1980, quando comprou algumas lojas da BI-LO. No entanto, a maioria das lojas ficava em bairros menos desejáveis e não se encaixava na imagem de luxo da Kroger. Menos de três meses após a saída da BI-LO, essa empresa decidiu voltar ao mercado de Charlotte e, em 1988, a Kroger anunciou que estava saindo do mercado de Charlotte e colocou suas lojas à venda. A Ahold comprou as lojas restantes da Kroger na área de Charlotte e as converteu para a BI-LO.

### Década de 1980
A Kroger tinha várias lojas na região oeste da Pensilvânia, abrangendo Pittsburgh e áreas vizinhas, de 1928 até 1984, quando os EUA começaram a passar por uma grave recessão econômica. A recessão teve dois efeitos significativos sobre as operações da Kroger na região. Um deles foi o fato de a economia altamente cíclica da região, baseada em manufatura, ter declinado em maior proporção do que o resto dos EUA, o que reduziu a demanda por produtos e serviços de alto padrão oferecidos pela Kroger.
O segundo efeito da recessão econômica foi piorar as relações entre os trabalhadores e a gerência, causando uma prolongada greve trabalhista em 1983 e 1984. Durante a greve, a Kroger retirou todas as suas lojas do mercado do oeste da Pensilvânia, incluindo algumas "superlojas" recém-inauguradas, vendendo essas lojas para a Wetterau (agora parte da SuperValu), que prontamente repassou as lojas para proprietários independentes, continuando a abastecê-las com as marcas FoodLand e Shop 'n Save. A saída da Kroger cedeu o mercado para rivais locais de custo mais baixo, principalmente a Giant Eagle e as mercearias abastecidas pela SuperValu. A Kroger comprou a Eagle Grocery Company, cujos fundadores criaram a Giant Eagle. A Kroger ainda mantém presença nas áreas próximas de Morgantown, Virgínia Ocidental, Wheeling, Virgínia Ocidental e Weirton, Virgínia Ocidental/Steubenville, Ohio, onde a Giant Eagle tem uma presença muito menor e as lojas abastecidas pela SuperValu são praticamente inexistentes, embora em todos esses casos o Walmart continue sendo um concorrente importante e o Aldi seja o único outro supermercado com alguma sobreposição de mercado.
A Kroger entrou no competitivo mercado de San Antonio, Texas, em 1980, mas se retirou em meados de 1993. Em 15 de junho de 1993, a empresa anunciou o fechamento de suas 15 lojas na área. De 1984 a 1986, a Kroger saiu dos mercados de Pittsburgh, Cleveland, Akron e St. Louis. A empresa citou que os salários mais altos dos funcionários sindicalizados a tornaram incapaz de competir.
A rede fechou várias lojas em Flint, Michigan, em 1981, que foram convertidas pelo empresário local Al Kessel em uma nova rede chamada Kessel Food Markets. A Kroger comprou a maioria dessas lojas de volta em 1999. Várias outras lojas de Michigan foram vendidas para outra rede com sede em Flint, a Hamady Brothers, em 1980. A aquisição da Hamady teve vida curta.
Em 1982, a Kroger vendeu a rede de 65 lojas Market Basket que havia operado por vários anos no sul da Califórnia. As lojas foram revertidas para a marca Boys Markets, após a aquisição da rede. A Boys Markets foi adquirida pela Yucaipa Companies em 1989. Quando a Yucaipa adquiriu a Ralphs, a marca Boys Markets desapareceu.
Em 1983, a The Kroger Company adquiriu a rede de supermercados Dillon Companies no Kansas, juntamente com suas subsidiárias (King Soopers, City Market, Fry's e Gerbes) e a rede de lojas de conveniência Kwik Shop. David Dillon, descendente de quarta geração de J. S. Dillon, o fundador da Dillon Companies, tornou-se o CEO da Kroger.
No nordeste de Ohio, a Kroger teve uma fábrica em Solon, Ohio, até meados da década de 1980. Quando essa fábrica fechou, a Kroger fechou suas lojas do nordeste de Ohio nas áreas de Cleveland, Akron e Youngstown. Algumas dessas antigas lojas da Kroger foram adquiridas por lojas como Acme Fresh Markets, Giant Eagle e Heinen's.
A Kroger abriu e teve cerca de 50 lojas em St. Louis até deixar o mercado em 1986, alegando que suas lojas não eram lucrativas. A maioria de suas lojas foi comprada pela National Supermarkets, Schnucks e Shop 'n Save. A maioria das lojas restantes da Kroger no leste do Missouri e no centro-oeste de Illinois tornou-se uma extensão ocidental da Divisão Central (com sede em Indianápolis).
A Kroger também sofreu uma retirada semelhante em Chattanooga, Tennessee, em 1989. Muitas dessas lojas foram vendidas para a rede de supermercados local Red Food, que, por sua vez, foi comprada pela BI-LO em 1994. Atualmente, Chattanooga é o único mercado metropolitano do Tennessee em que a Kroger não opera, sendo que o local mais próximo é Dalton, Geórgia, com duas lojas (Walnut Avenue e Cleveland Highway).

### Década de 1990

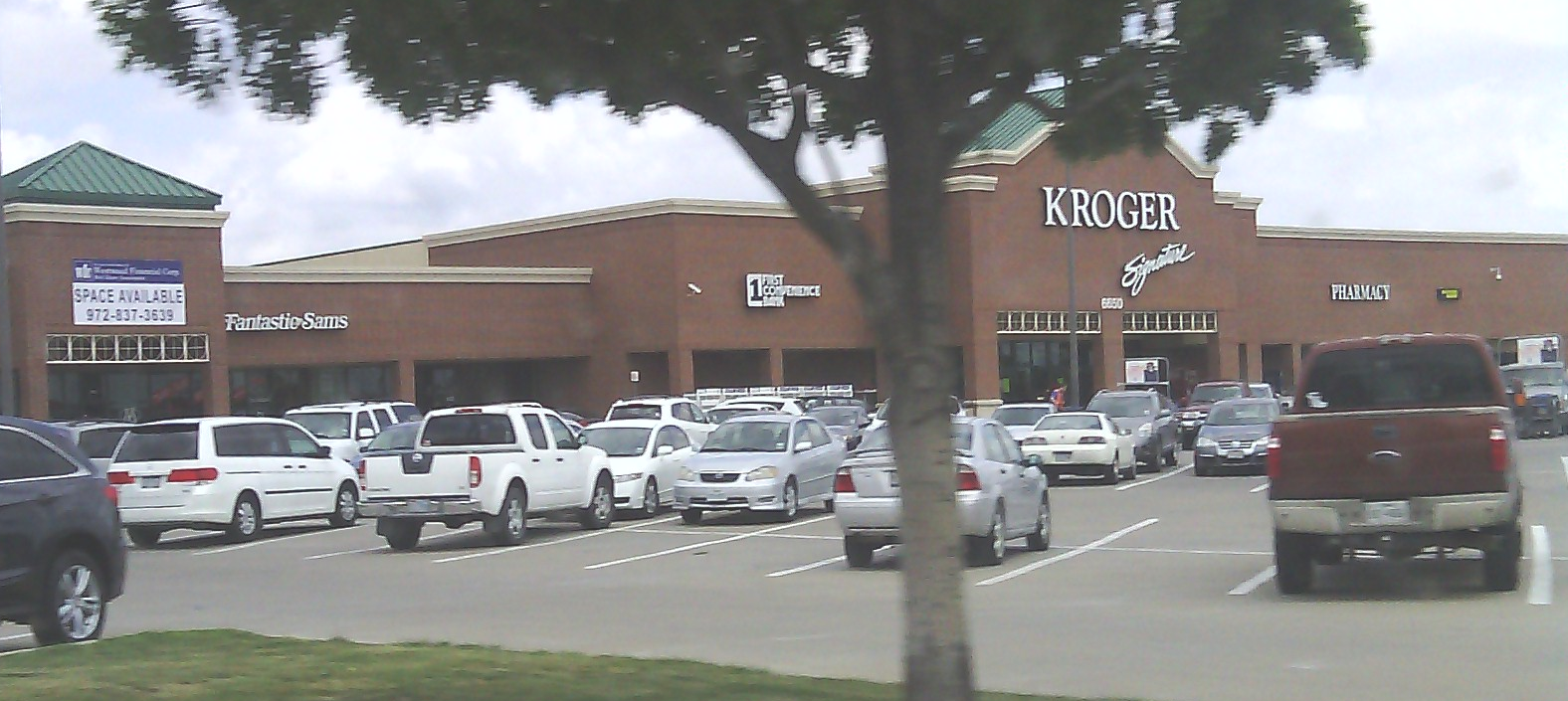
Uma loja da Kroger em Fort Worth, Texas, inaugurada em 1997 (2014).

Na década de 1990, a Kroger adquiriu a Great Scott (Detroit), a Pay Less Food Markets, a Owen's Market, a JayC Food Stores e a Hilander Foods. Além disso, o mercado de Houston foi fortalecido quando a Kroger comprou várias lojas da AppleTree Markets, que eram antigas lojas da Safeway, no início de 1994.
Em 1998, a Kroger se fundiu com a Fred Meyer, então a quinta maior empresa de supermercados, juntamente com suas subsidiárias, Ralphs, QFC e Smith's.
No final da década de 1990, adquiriu muitas lojas da A&P, que saiu de muitos mercados no Sul.
A Kroger também trocou todas as suas dez lojas da área de Greensboro, Carolina do Norte, em 1999, pela Harris Teeter, sediada em Matthews, Carolina do Norte, por 11 lojas dessa empresa no centro e oeste da Virgínia. A Kroger, por sua vez, adquiriria a Harris Teeter 15 anos depois.

### Década de 2000
Há muito tempo a mercearia dominante no oeste da Virgínia, a Kroger entrou no mercado de Richmond, Virgínia, em 2000, onde concorre com os líderes de mercado Martin's (incluindo as antigas lojas Ukrop's) e Food Lion. A Kroger entrou no mercado comprando lojas da Hannaford Brothers Company que já existiam ou estavam sendo construídas em Richmond. As compras da Hannaford também incluíram o competitivo mercado de Hampton Roads, onde agora concorre com a Farm Fresh, a Harris Teeter (que é de propriedade da Kroger) e a Food Lion.Os locais da Hannaford nesses mercados foram comprados da Delhaize Group pela Kroger como condição para a aquisição da rede Hannaford pela Delhaize em 2000, que anteriormente concorria com a Food Lion, também de propriedade da Delhaize. As lojas do Walmart também são grandes concorrentes em ambos os mercados, e a rede concorreu brevemente com a Winn-Dixie, que agora saiu da Virgínia.
Em 2001, a Kroger adquiriu a Baker's Supermarkets da Fleming Companies, Inc.
Em 2004, a Kroger comprou a maioria das antigas lojas Thriftway em Cincinnati, Ohio, quando a Winn-Dixie deixou a área. Essas lojas foram reabertas como lojas Kroger.
Em 2007, a Kroger adquiriu a Scott's Food & Pharmacy da SuperValu Inc. e, no mesmo ano, também adquiriu 20 antigas lojas Farmer Jack de Michigan da A&P, quando a A&P saiu do mercado de Michigan.
Em 2008, a Kroger iniciou uma parceria com a Murray's Cheese de Nova York. Os balcões da Murray's Cheese nas lojas Kroger vendem uma variedade de queijos artesanais de todas as partes do mundo.

### Década de 2010
Em 9 de julho de 2013, a Kroger anunciou que adquiriria as 212 lojas da Harris Teeter, sediada em Charlotte, em um negócio avaliado em US$ 2,5 bilhões e que assumiria US$ 100 milhões em dívidas pendentes da empresa. As lojas da Harris Teeter estão em oito estados do sul, com a maior parte delas no estado de sua sede, Carolina do Norte. Ao fazer isso, a Kroger adquiriu o programa click-and-collect da Harris Teeter, que permite o pedido on-line de mantimentos. Alguns especialistas do setor viram isso como um movimento competitivo contra mercearias on-line, como a Amazon Fresh. A aquisição da Harris Teeter marcou o retorno da Kroger ao mercado de Charlotte após uma ausência de 25 anos. Ela também permitiu que a Kroger entrasse em Asheville pela primeira vez.
Em 2013, a Kroger anunciou que os cônjuges dos trabalhadores sindicalizados da empresa não seriam mais cobertos pelo plano de seguro da empresa. A empresa citou o Lei de Proteção ao Paciente e Cuidados Acessíveis como o principal motivo para a mudança. O corte de benefícios afetou cerca de 11.000 trabalhadores em Indiana. A empresa anunciou em abril de 2013 que os funcionários de tempo integral manteriam seus benefícios de seguro-saúde.
Em 3 de março de 2015, a Kroger anunciou que entraria no Havaí, tendo se registrado no estado como uma nova empresa em fevereiro de 2015. A Kroger estava planejando expandir-se para o Havaí em 2006, mas desistiu depois de já ter apresentado o registro. A Kroger, que está em processo de busca de locais para abrir sua primeira loja, enfrentará a concorrência das rivais Foodland Hawaii e Times Supermarkets, sediadas em Honolulu; dos grandes varejistas Safeway, Walmart e Costco; da Don Quixote, de propriedade japonesa; e da DeCA Commissaries, de propriedade do Departamento de Defesa.
Em 1º de maio de 2015, a Kroger anunciou a aquisição da rede de sete lojas Hiller's Market no sudeste de Michigan, e que operaria todas as lojas, exceto uma, sob a bandeira Kroger.
Em junho de 2015, a Kroger eliminou a marca Harris Teeter do concorrido mercado de Nashville, Tennessee, onde seu crescimento havia sido prejudicado pela concorrência agressiva desde sua entrada com seis lojas no início dos anos 2000. A Kroger tem tradicionalmente uma presença líder de mercado em Nashville e inicialmente prometeu manter as cinco lojas restantes da Harris Teeter abertas quando adquiriu a rede, mas o mercado "não suportava os planos de negócios futuros da Harris Teeter". Duas lojas da Harris Teeter foram fechadas de imediato e três fecharam temporariamente enquanto eram convertidas para a marca Kroger (uma delas passaria por uma grande reforma e substituiria uma loja vizinha da Kroger).
Em 11 de novembro de 2015, a Kroger e a Roundy's anunciaram uma fusão definitiva, colocando as 166 lojas da rede Roundy's, baseadas principalmente em Wisconsin, sob a propriedade da Kroger. A fusão foi avaliada em US$ 800 milhões, incluindo dívidas. A aquisição, que trouxe a Kroger de volta ao estado de Wisconsin após uma ausência de 43 anos, manterá os nomes Roundy's, Pick 'n Save, Mariano's, Metro Market e Copps, juntamente com suas operações em Milwaukee. Em um ano e meio, no entanto, a Kroger mudou a marca de todos os locais da Copps para a bandeira Pick 'n Save.
Em abril de 2016, a Kroger anunciou que havia feito um "investimento significativo" no Lucky's Market, com sede em Boulder, Colorado, uma rede de supermercados de alimentos orgânicos que operava 17 lojas em 13 estados do Centro-Oeste e Sudeste dos Estados Unidos.
Em fevereiro de 2017, a Kroger enfrentou grandes protestos da comunidade depois de anunciar o fechamento de duas lojas de menor porte na área de Louisville. Apesar do grande volume de lojas e da alta densidade populacional, as lojas Old Louisville (vencimento do contrato de aluguel) e Southland Terrace foram fechadas.
Em 7 de fevereiro de 2017, foi anunciado que a Kroger Co. havia comprado a Murray's Cheese.
Em 14 de fevereiro de 2017, a Kroger não estava mais oferecendo um desconto para idosos com 59 anos ou mais.
Em 1º de maio de 2017, a Kroger, juntamente com a Universidade de Kentucky, parceira de marketing esportivo e de campus da JMI Sports, anunciou um acordo de marketing de 12 anos, no valor de US$ 1,85 milhão por ano. Incluído no acordo estão os direitos de nome do Commonwealth Stadium, o estádio de futebol americano da universidade, que será renomeado como Kroger Field. Esse acordo torna a Universidade de Kentucky a primeira instituição da Southeastern Conference a firmar uma parceria corporativa para os direitos de nomeação de seu estádio de futebol.
Em 10 de maio de 2017, a Kroger abriu sua primeira loja de conveniência em Blacklick, Ohio, denominada "Fresh Eats MKT". As novas lojas protótipo terão cerca de 1.100 metros quadrados de espaço e serão muito semelhantes ao projeto Walmart Neighborhood Market, pois essas lojas vendem apenas alimentos. Essas lojas têm um Starbucks e uma Farmácia Kroger. Em 1º de junho de 2017, a Kroger abriu seu segundo Fresh Eats. A Kroger também vai converter algumas lojas da Turkey Hill em uma loja conceito. O CFO, Mike Schlotman, chamou essas lojas de um "pequeno teste". A reação local a esse novo conceito foi positiva. O conceito foi descontinuado em março de 2020.
Em fevereiro de 2018, a Kroger anunciou que venderia suas 762 lojas de conveniência para o EG Group, uma operadora britânica de postos de gasolina, por US$ 2,15 bilhões. Elas operam sob as bandeiras Turkey Hill, Loaf 'N Jug, Kwik Shop, Tom Thumb e Quik Stop. A Kroger manteria pouco mais de 20 lojas de conveniência. Os centros de combustível dos supermercados da Kroger não estão incluídos na venda. A venda foi concluída em 20 de abril de 2018.
Em 10 de abril de 2018, a Kroger anunciou planos para contratar cerca de 11.000 novos funcionários. Cerca de 2.000 cargos gerenciais seriam preenchidos pelas novas contratações. Com a adição dessas novas contratações, o número total de pessoas empregadas pela empresa se aproximou de meio milhão.
Em 17 de maio de 2018, a Kroger anunciou uma parceria com a Ocado, um supermercado on-line com sede no Reino Unido. A parceria foi projetada para melhorar o programa de comércio eletrônico da Kroger, incluindo pedidos on-line, atendimento automatizado e entrega em domicílio por meio da construção de 20 novos centros de atendimento automatizados. O primeiro desses centros de atendimento, localizado em Monroe, Ohio, foi inaugurado em abril de 2021. A partir de setembro de 2023, oito centros de distribuição foram construídos e inaugurados, com locais adicionais em Groveland, Flórida, Forest Park, Geórgia, Pleasant Prairie, Wisconsin, Dallas, Texas, Romulus, Michigan, Aurora, Colorado e Frederick, Maryland. Cada centro de distribuição também opera em conjunto com várias instalações, que ajudam a ampliar ainda mais a capacidade de entrega. A partir de setembro de 2023, a última instalação a ser aberta está localizada em Johnstown, Colorado. A Kroger aproveitou seu investimento em capacidade de compras on-line para crescer rapidamente durante a pandemia. Em 2020, as vendas on-line da Kroger cresceram 116%, chegando a mais de US$ 10 bilhões por ano.
Em 13 de junho de 2018, a Kroger Mid-Atlantic anunciou que a marca Kroger deixaria a área de Raleigh-Durham, eliminando todas as 14 lojas da marca Kroger, oito das quais fariam a transição para a Harris Teeter (também de propriedade da Kroger). Uma delas se tornaria uma Crunch Fitness e outra se tornaria uma Food Lion. O destino das quatro lojas restantes ainda era incerto.
Em julho de 2018, os funcionários da Kroger desistiram de um plano de pagamento da Net 90 para o setor de produtos agrícolas.
Em outubro de 2018, a Kroger anunciou a entrega de vinhos on-line em 14 estados em parceria com a DRINKS. Os clientes podem selecionar vinhos variados em embalagens de 6 ou 12 garrafas.
Em 4 de dezembro de 2018, a Kroger anunciou um acordo para vender alimentos dentro da drogaria Walgreens. A Kroger Express ofereceria kits de refeições e outras soluções de refeições.
À luz do aumento do uso do autoatendimento via quiosque ou aplicativo de smartphone em 2019, a Kroger estava gradualmente mudando para a criação de mais aplicativos de autoatendimento do que filas de caixa. A empresa tem investido milhões de dólares na substituição de muitas estações de caixa por automação. Muitos outros supermercados (como Walmart e Target) também estão mudando para a automação e substituindo os caixas.
Em março de 2019, a Kroger anunciou que estava expandindo seu serviço com a empresa de robótica Nuro para Houston, Texas, com os Prius autônomos da Nuro.
Em agosto de 2019, a Kroger começou a cobrar dos clientes entre US$ 0,50 e US$ 3,50 pelo recebimento de cashback ao fazer compras com cartões de débito. As novas taxas foram testadas pela primeira vez em março nas lojas Dillons da área do Kansas, uma rede de supermercados de propriedade da Kroger, antes que as novas taxas fossem implementadas em outras bandeiras de supermercados de propriedade da Kroger no resto do país.
Em setembro de 2019, a Kroger anunciou uma parceria com a Plant Based Food Association (PFBA) para testar um conceito de varejo de carne à base de vegetais em 60 lojas em Denver e partes de Indiana e Illinois.
Em novembro de 2019, a Kroger revelou um logotipo atualizado para suas lojas e empresa, com o slogan "Fresh For Everyone" e os "Krojis". A empresa também anunciou uma expansão de seu programa de entrega de vinhos on-line para o Arizona. Em parceria com a DRINKS, o serviço agora está disponível em 19 estados mais Washington D.C.
Em dezembro de 2019, a Kroger foi nomeada a segunda maior mercearia do país, com US$ 110 bilhões em vendas em 2016. No mesmo mês, o USA Today listou a Kroger - e suas marcas - como o principal supermercado (com base em pesquisas do Google, dados do Yelp e pesquisa da 24/7 Tempo) no Alasca, Indiana, Kentucky, Mississippi, Ohio, Oregon, Tennessee, Virgínia, Washington e Virgínia Ocidental.

### Década de 2020
De acordo com uma transmissão da PBS NewsHour em 13 de fevereiro de 2021, durante a pandemia, a Kroger forneceu a seus trabalhadores essenciais um pagamento de risco, que a empresa chamou de "pagamento de herói". Este pagamento consistiu em um aumento de US$ 2 por hora do final de março de 2020 até maio de 2020, quando o "pagamento de herói" terminou. Em janeiro de 2021, o Conselho Municipal de Long Beach, na Califórnia, aprovou uma portaria tornando obrigatório que alguns grandes supermercados, como a Kroger, fornecessem a seus funcionários essenciais um aumento de US$ 4 por hora no pagamento "com vigência imediata por 120 dias". A portaria afetou empresas com "mais de 300 trabalhadores em todo o país e mais de 15 funcionários por loja".
Seattle e Washington aprovaram leis semelhantes. Em resposta, no início de fevereiro, a Kroger anunciou o fechamento e a rescisão permanente de todas as operações de algumas de suas lojas - incluindo uma Ralphs e uma Food4Less em Long Beach - "por razões econômicas, incluindo o custo econômico exigido pela portaria de Long Beach que exige um aumento nos salários dos funcionários, quatro dólares por hora". A United Food and Commercial Workers (UFCW), com membros cujos contratos foram rescindidos, considerou os fechamentos como um "aviso para outras cidades que estão considerando a obrigatoriedade do adicional de periculosidade".
Andrea Zinder, presidente do UFCW Local 324, que representa os funcionários das duas lojas - Ralphs e Food4Less - disse que, em comparação com o mesmo período de 2019, ambas as lojas tiveram um aumento de cerca de 30% nas vendas. Em 2020, durante a pandemia, os ganhos da Kroger aumentaram 87,7%. As receitas trimestrais da Kroger, conforme relatado em 20 de novembro de 2020, foram de US $ 29,72 bilhões, e os ganhos por ação e dividendos da corporação cresceram em um ritmo rápido em 2020. Seu aumento de dividendos foi de cerca de 14% ao ano.
A partir do início de 2020, a Berkshire Hathaway começou a comprar ações da Kroger e, em agosto de 2021, tornou-se uma das dez principais acionistas.
Em 2021, foi relatado que a empresa foi violada por um hacker que comprometeu os registros de farmácia dos clientes das lojas Fred Meyer e QFC da Kroger.
Em 2 de agosto de 2021, a Kroger anunciou que havia eleito Elaine Chao para seu conselho de administração. Chao foi ex-secretária do Trabalho do presidente George W. Bush e secretária de Transportes do presidente Donald Trump. A notícia foi recebida com reações negativas de um pequeno número de clientes da Kroger no Twitter, com pedidos de boicote em nível nacional devido a seus vínculos com a administração Trump e com seu marido, Mitch McConnell.
Em 23 de setembro de 2021, ocorreu um tiroteio em massa em um estabelecimento da Kroger em Collierville, Tennessee. Uma pessoa foi morta e outras 13 ficaram feridas antes que o atirador, identificado como Uk Thang, de 29 anos, cometesse suicídio com um tiro. Thang estava trabalhando na loja como vendedor terceirizado. Após o tiroteio, a Kroger ofereceu serviços de aconselhamento para seus funcionários e fechou a loja até 10 de novembro.
Em setembro de 2021, a Kroger ajustou seu logotipo para adicionar o símbolo "Fresh Cart". O símbolo é um carrinho de supermercado abstrato com a cesta representada por fatias de frutas cítricas.
Em outubro de 2021, a Kroger anunciou uma expansão para o sul da Flórida com seu serviço de entrega on-line, o Kroger Delivery. Para isso, a Kroger construirá dois novos centros de atendimento automatizados, assistidos e facilitados pela empresa de tecnologia Ocado, sediada no Reino Unido. A Kroger Delivery também está pronta para ser lançada no nordeste dos EUA e expandir suas operações na Califórnia, seguida por locais no Texas, Geórgia, Maryland, Wisconsin, Michigan, Arizona e Carolina do Norte. A empresa lançou seus serviços de entrega on-line na Flórida Central no início de 2021.
Em 5 de abril de 2022, a Kroger lançou o Kroger Restaurant Supply na área de Dallas-Ft. Worth, um novo negócio de distribuição de alimentos e suprimentos relacionados a restaurantes, padarias e empresas de catering. Para a Kroger, essa mudança para a distribuição de serviços de alimentação representa uma expansão além de suas operações principais de varejo de alimentos.
Em 14 de outubro de 2022, a Kroger anunciou uma fusão com a Albertsons em um negócio no valor de US$ 24,6 bilhões, combinando as duas empresas em uma única entidade, mas desinvestindo algumas lojas para a C&S Wholesale Grocers para garantir a aprovação regulatória. Esperava-se que a transação fosse concluída no início de 2024. No entanto, em janeiro de 2024, o estado de Washington entrou com um processo para bloquear a proposta de fusão de US$ 25 bilhões entre a Kroger e a Albertsons, alertando que, se aprovada, poderia aumentar os preços e prejudicar os consumidores. Em fevereiro de 2024, o procurador-geral do Colorado, Phil Weiser, também entrou com uma ação judicial, dizendo que os consumidores lhe disseram que temiam que isso "levasse ao fechamento de lojas, preços mais altos, menos empregos, pior atendimento ao cliente e cadeias de suprimentos menos resistentes". Em fevereiro de 2024, a FTC entrou com uma ação judicial para bloquear a aquisição, afirmando que o negócio teria um impacto negativo sobre os preços ao consumidor e os salários dos trabalhadores.
Em 9 de julho de 2024, a Kroger divulgou a lista completa de 579 lojas que seriam desinvestidas para atender às preocupações antitruste da Comissão Federal de Comércio. Na lista de lojas propostas para desinvestimento, o mercado de Dallas seria o mais afetado, com 26 lojas da Albertsons sendo vendidas, o que inclui a rede Tom Thumb e seis lojas da Market Street. Após o anúncio, a United Food and Commercial Workers fez uma declaração, dizendo que continuará a se opor à fusão e que o anúncio da Kroger "não muda nada".

## Finanças
Para o ano fiscal de 2020, a Kroger relatou ganhos de US$ 1,907 bilhão, com uma receita anual de US$ 122,286 bilhões, um aumento de 0,4% em relação ao ciclo fiscal anterior. As ações da Kroger foram negociadas a mais de US$ 32 por ação, e sua capitalização de mercado foi avaliada em US$ 25,9 bilhões em abril de 2020.
| Ano  | Receita em milhões de US$ | Lucro líquido em milhões de US$ | Total de ativos em milhões de US$ | Preço por ação em US$ | Funcionários | Supermercados | Lojas de conveniência | Joalherias | Total de lojas |
| ---- | ------------------------- | ------------------------------- | --------------------------------- | --------------------- | ------------ | ------------- | --------------------- | ---------- | -------------- |
| 2006 | 60.553                    | 958                             | 20.482                            | 8,43                  | 290.000      | 2.507         | 791                   | 428        | 3.726          |
| 2007 | 66.111                    | 1.115                           | 21.215                            | 9,87                  | 310.000      | 2.468         | 779                   | 412        | 3.659          |
| 2008 | 70.336                    | 1.209                           | 22.293                            | 9,89                  | 323.000      | 2.486         | 782                   | 394        | 3.662          |
| 2009 | 76.,148                   | 1.249                           | 23.257                            | 7,81                  | 326.000      | 2.481         | 771                   | 385        | 3.637          |
| 2010 | 76.609                    | 70                              | 23.126                            | 8,66                  | 334.000      | 2.468         | 777                   | 374        | 3.619          |
| 2011 | 82.049                    | 1.116                           | 23.505                            | 9,56                  | 338.000      | 2.460         | 784                   | 361        | 3.605          |
| 2012 | 90.269                    | 602                             | 23.476                            | 10,49                 | 339.000      | 2.435         | 791                   | 348        | 3.574          |
| 2013 | 96.619                    | 1.497                           | 24.634                            | 16,21                 | 343.000      | 2.424         | 786                   | 328        | 3.538          |
| 2014 | 98.375                    | 1.519                           | 29.281                            | 26,71                 | 375.000      | 2.640         | 786                   | 320        | 3.746          |
| 2015 | 108.465                   | 1.728                           | 30.497                            | 35,18                 | 400.000      | 2.625         | 782                   | 326        | 3.733          |
| 2016 | 109.830                   | 2.039                           | 33.897                            | 29,41                 | 431.000      | 2.778         | 784                   | 323        | 3.885          |
| 2017 | 115.337                   | 1.975                           | 36.505                            | 23,83                 | 443.000      | 2.796         | 784                   | 319        | 3.899          |
| 2018 | 122.662                   | 1.907                           | 37.197                            | 24,71                 | 449.000      | 2.782         | 782                   | 274        | 3.838          |
| 2019 | 121.852                   | 3.110                           | 38.118                            | 26,47                 | 453.000      | 2.764         |                       | 253        | 3.017          |
| 2020 | 122.286                   | 1.659                           | 45.256                            | 29,62                 | 435.000      | 2.757         |                       | 242        | 2.999          |
| 2021 | 132.498                   | 2.585                           | 45.256                            | 43,07                 | 465.000      |               |                       |            |                |
| 2022 | 137.888                   | 1.655                           | 48.662                            | 43,26                 | 420.000      |               |                       |            |                |
| 2023 | 148.258                   | 2.244                           | 49.086                            | 45,42                 | 430.000      |               |                       |            |                |
| 2024 | 150.039                   | 2.164                           | 49.623                            |                       |              |               |                       |            |                |

## Pegada de carbono
A Kroger informou que o total de emissões de CO2e (diretas + indiretas) para os doze meses encerrados em 31 de dezembro de 2020 foi de 5.090 Kt (-659 /-11,5% em relação ao ano anterior). As emissões relatadas têm diminuído desde 2016.
| Dezembro de 2016 | Dezembro de 2017 | Dezembro de 2018 | Dezembro de 2019 | Dezembro de 2020 |
| ---------------- | ---------------- | ---------------- | ---------------- | ---------------- |
| 7.251            | 6.658            | 5.917            | 5.750            | 5.090            |

## Redes
| Bandeira                                                    | Bandeira                             | Formato                                | Formato | Formato            | Formato               | Formato                     |
| Primário                                                    | Variantes                            | Combinação de alimentos e medicamentos | Mercado | Multi-departamento | Impacto sobre o preço | Outros                      |
| ----------------------------------------------------------- | ------------------------------------ | -------------------------------------- | ------- | ------------------ | --------------------- | --------------------------- |
| Dillons                                                     | Baker's, Gerbes                      | Sim                                    | Sim     |                    |                       |                             |
| Food 4 Less                                                 | Foods Co.                            |                                        |         |                    | Sim                   |                             |
| Fred Meyer                                                  |                                      | Sim                                    | Sim     | Sim                |                       |                             |
| Fred Meyer Jewelers                                         | Barclay's Jewelers, Littman Jewelers |                                        |         |                    |                       | Joelheria                   |
| Fry's                                                       |                                      | Sim                                    | Sim     |                    |                       |                             |
| Harris Teeter                                               |                                      | Sim                                    |         |                    |                       |                             |
| Home Chef                                                   |                                      |                                        |         |                    |                       | Comércio eletrônico         |
| King Soopers                                                | City Market                          | Sim                                    | Sim     |                    |                       |                             |
| Kroger                                                      | Pay Less                             | Sim                                    | Sim     |                    |                       |                             |
| The Little Clinic                                           |                                      |                                        |         |                    |                       | Clínica de atendimento      |
| Mariano's                                                   |                                      | Sim                                    |         |                    |                       |                             |
| QFC                                                         |                                      | Sim                                    |         |                    |                       |                             |
| Ralphs                                                      |                                      | Sim                                    |         |                    |                       |                             |
| Roundy's                                                    | Metro Market, Pick 'n Save           | Sim                                    |         |                    |                       |                             |
| JayC                                                        | Ruler Foods                          |                                        |         |                    | Sim                   |                             |
| Smith's                                                     |                                      | Sim                                    | Sim     | Sim                |                       |                             |
| Vitacost                                                    |                                      |                                        |         |                    |                       | Comércio eletrônico         |
| Total de lojas                                              | Total de lojas                       | 2.277                                  | 188     | 134                | 121                   | 129 joalherias 225 clínicas |
| Redes anteriores (ano de venda/dissolução entre parênteses) |                                      |                                        |         |                    |                       |                             |
| Barney's (1985)                                             |                                      |                                        |         |                    | Sim                   |                             |
| Cala Foods (2011)                                           | Bell Markets                         | Sim                                    |         |                    |                       |                             |
| Copps Food Center (2017)                                    |                                      | Sim                                    |         |                    |                       |                             |
| Henke's (1966)                                              |                                      | Sim                                    |         |                    |                       |                             |
| Hilander Foods (2011)                                       |                                      | Sim                                    |         |                    |                       |                             |
| Hiller's (2015)                                             |                                      | Sim                                    |         |                    |                       |                             |
| Hook's (1987)                                               |                                      |                                        |         |                    |                       | Farmácia                    |
| Kessel (1999)                                               |                                      | Sim                                    |         |                    |                       |                             |
| Krambo (1971)                                               |                                      | Sim                                    |         |                    |                       |                             |
| Loaf 'N Jug (2018)                                          | Kwik Shop, Quik Stop, Tom Thumb      |                                        |         |                    |                       | Loja de conveniência        |
| Main & Vine (2018)                                          |                                      |                                        |         |                    |                       | Loja de conceito            |
| Market Basket (1982)                                        |                                      | Sim                                    |         |                    |                       |                             |
| Owen's (2020)                                               |                                      | Sim                                    |         |                    |                       |                             |
| Scott's (2016)                                              |                                      | Sim                                    |         |                    |                       |                             |
| SupeRx (1987)                                               |                                      |                                        |         |                    |                       | Farmácia                    |
| Turkey Hill (2018)                                          |                                      |                                        |         |                    |                       | Loja de conveniência        |

### Número de unidades da Kroger por bandeira
- Baker's: 11 locais (NE)[144]

- City Market: 34 locais (CO, UT e WY)[145]

- Dillons: 63 locais (KS)[146]

- Food 4 Less: 101 locais (CA, IL e IN)[147]

- Foods Co.: 20 locais (CA)[148]

- Fred Meyer: 132 locais (AK, ID, OR e WA)[149]

- Fry's: 126 locais (AZ)[150]

- Gerbes: 6 locais (MO)[151]

- Harris Teeter: 259 locais (DE, DC, FL, GA, MD, NC, SC e VA)[152]

- JayC: 22 locais (IN)[153]

- King Soopers: 118 locais (CO e WY)[154]

- Kroger: 1,238 locais (AL, AR, GA, IL, IN, KY, LA, MI, MS, MO, OH, SC, TN, TX, VA e WV)[155]

- Mariano's: 44 locais (IL)[156]

- Metro Market: 21 locais (WI)[157]

- Pay Less: 9 locais (IN)[158]

- Pick 'n Save: 84 locais (WI)[159]

- QFC: 59 locais (OR e WA)[160]

- Ralphs: 185 locais (CA)[161]

- Ruler Foods: 48 locais (IL, IN, KY, MO, OH e TN)[162]

- Smith's: 141 locais (AZ, ID, MT, NV, NM, UT e WY)[163]

## Kroger Marketplace
Kroger Marketplace é uma rede de lojas de grande porte. A marca foi introduzida em 2004 na área de Columbus, Ohio, que perdeu as redes Big Bear e Big Bear Plus na falência da Penn Traffic, Capítulo 11. O formato do Kroger Marketplace é baseado nas lojas Fry's Marketplace que a divisão do Kroger no Arizona está operando atualmente. Atualmente, há um total de 188 mercados.
Semelhante às cadeias rivais Meijer, Kmart, Target, Walmart e Albertsons, as lojas seguem o modelo da Fred Meyer, de propriedade da Kroger, que abriga vários departamentos. Além do departamento de mercearia, as lojas normalmente incluem uma Fred Meyer Jewelers, Starbucks, Donatos Pizza, um banco na loja e seções de brinquedos, eletrodomésticos, móveis para casa e seção de cama e banho; um formato que a Big Bear tinha em suas lojas na área de Columbus.
Em 2005, a empresa começou a reformar muitas lojas da Kroger Food & Drug em Ohio para um visual ampliado e atualizado, convertendo-as para o formato Kroger Marketplace. Em fevereiro de 2006, a Kroger anunciou planos para duas novas lojas do Kroger Marketplace até o final do verão nos subúrbios de Cincinnati, Lebanon e Liberty Township. A loja em Liberty Township foi inaugurada em julho de 2006. Em 5 de outubro de 2006, um novo Kroger Marketplace foi inaugurado em Gahanna. Com a inauguração em Gahanna, o número de lojas do Kroger Marketplace aumentou para seis, quatro na área de Columbus e duas na área de Cincinnati. Mais duas lojas foram planejadas em 2007, uma em Middletown (inaugurada em abril de 2007, depois que a antiga loja foi demolida e transformada em parte do estacionamento atual) e uma em Englewood.
Em 2011, a Elder-Beerman em Centerville, Ohio, foi demolida, e um novo mercado a substituiu. O local tem um centro de combustível e foi inaugurado em 8 de dezembro. Esse mercado é a maior loja da Kroger já construída do zero até hoje, com 13.700 m² (147.000 pés quadrados).
Mais duas lojas foram abertas na área de Cincinnati, nos subúrbios de Hebron e Walton, no norte de Kentucky, que foram concluídas em novembro de 2008. Três lojas Kroger Marketplace em Kentucky foram inauguradas em 2009, duas em Lexington e uma em Newport. Outra loja Kroger Marketplace foi inaugurada em Beavercreek, Ohio. Uma loja em Mount Orab, Ohio, foi inaugurada na primavera de 2010. A Kroger abriu uma nova loja de 5.600 m² (60.000 pés quadrados) em North Augusta, Carolina do Sul. Em 2015, foi inaugurado um Marketplace de 13.500 m² (145.000 pés quadrados) no subúrbio de Oakley, em Cincinnati.

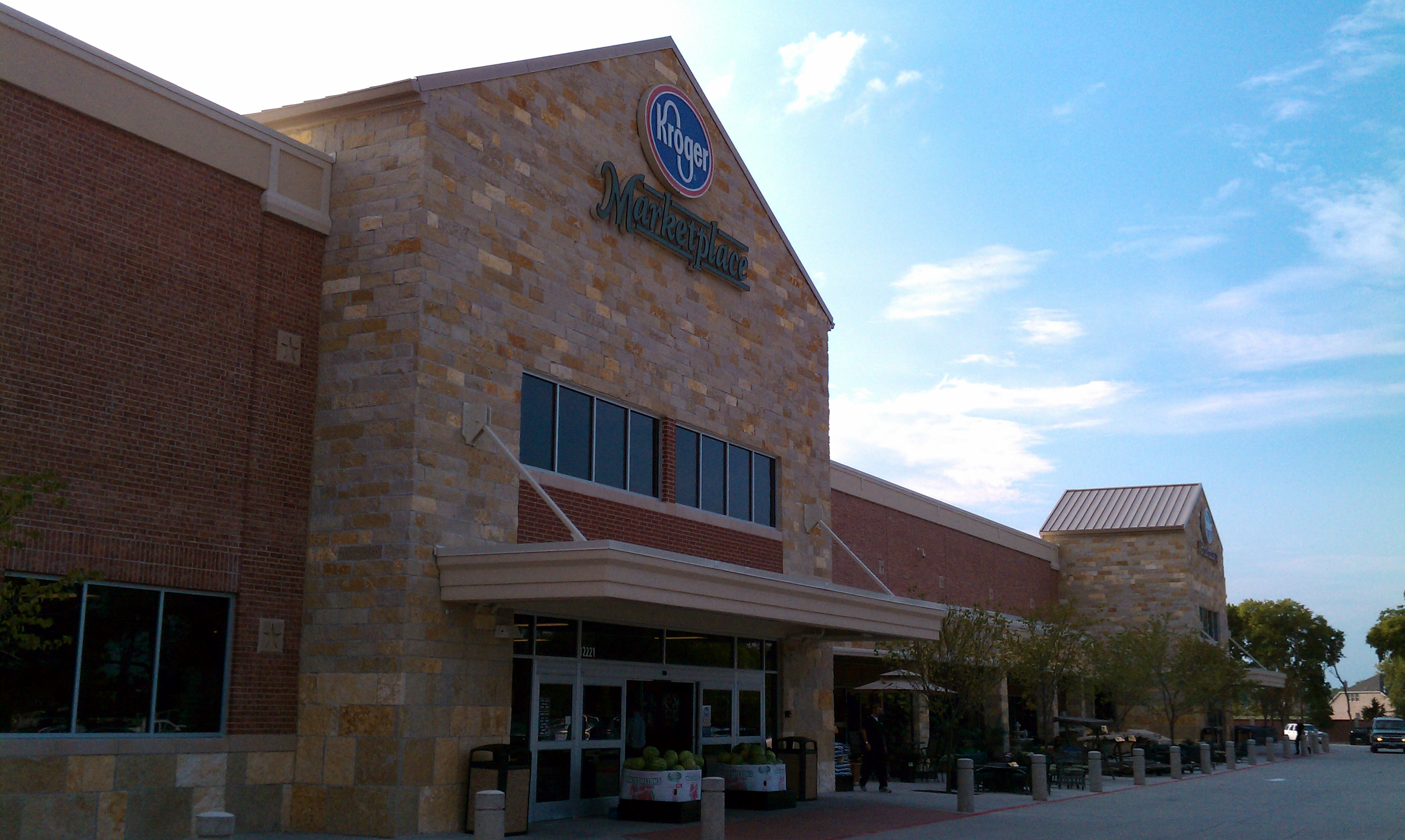
O Kroger Marketplace em Frisco, Texas foi inaugurado em 2010.

A primeira loja Kroger Marketplace no Tennessee foi inaugurada em Farragut, Tennessee (um subúrbio de Knoxville), no final de 2008, e uma segunda loja em Thompson's Station, Tennessee, cerca de 32 km (20 milhas) ao sul de Nashville, foi inaugurada no início de 2009. Uma terceira loja foi aberta em Gallatin, Tennessee, em 11 de março de 2010.
A primeira loja Kroger Marketplace no Texas foi inaugurada em 9 de outubro de 2009, no Waterside Marketplace em Richmond, Texas. A segunda loja Kroger Marketplace em Rosenberg, Texas, foi inaugurada em 4 de dezembro de 2009. A terceira foi inaugurada em Frisco, Texas, no início de 2010. A quarta, em Willis, Texas, foi inaugurada em 11 de agosto de 2011. Outras lojas Kroger Marketplace no Texas estão em Little Elm, Texas; Alliance Town Center de Fort Worth; Mansfield; Wylie, Texas; e Baytown, Texas.
O primeiro Kroger Marketplace no Arkansas foi inaugurado em agosto de 2010 na Chenal Parkway em Little Rock, Arkansas. Também foram abertos locais em 2012 em Conway, Arkansas, e em 2014 em Jonesboro, Arkansas.
O primeiro Kroger Marketplace em Indiana foi inaugurado em 29 de setembro de 2011, na Dupont Road, no lado noroeste de Fort Wayne. Essa loja é uma reconstrução da Kroger Food & Drug. Um segundo Kroger Marketplace foi inaugurado em 4 de outubro de 2012, a partir de uma reconstrução da Scott's Food and Pharmacy no Village at Coventry, no lado sudoeste de Fort Wayne. Essas duas lojas fazem parte de um projeto de expansão de US$ 100 milhões na área de Fort Wayne. Em outubro de 2016, foi anunciado que um Kroger Marketplace seria inaugurado em La Porte, Indiana, dentro do empreendimento NewPorte Landing. A construção da nova loja de 11.400 m² (123.000 pés quadrados) estava prevista para começar no início de 2018.
O primeiro Kroger Marketplace na Virgínia foi inaugurado na Midlothian Turnpike em Richmond, Virgínia, no local do antigo Cloverleaf Mall, em 6 de dezembro de 2012. Outro Kroger Marketplace foi inaugurado em Virginia Beach, Virgínia, no local de um antigo Super Kmart, em 31 de julho de 2013. O terceiro local foi inaugurado em dezembro de 2013 no shopping center Staples Mill, no condado de Henrico. Uma quarta unidade foi inaugurada em 15 de outubro de 2014, em Portsmouth, Virgínia, no local da antiga I.C. Norcom High School.
O primeiro Kroger Marketplace em Michigan foi inaugurado em 14 de junho de 2013, na Sterns and Secor Roads em Lambertville (um subúrbio ao norte de Toledo, Ohio). Anteriormente uma loja Kroger convencional, a metragem quadrada aumentou de 6.300 para 12.400 metros quadrados. Ela oferece brinquedos, itens essenciais para o lar, roupas e calçados, além de mantimentos. A segunda loja do estado foi inaugurada em 2014 em Shelby Township, em uma propriedade que já continha um centro de abastecimento construído em 2010, substituindo uma loja Kroger menor do outro lado da Hayes Road, na vizinha Macomb Township, que logo foi convertida em um cinema da Emagine Entertainment. Três outros locais foram abertos em 2016, um deles em White Lake.
O primeiro Kroger Marketplace no Mississippi foi inaugurado em 16 de setembro de 2016, em Hernando (um subúrbio de Memphis, Tennessee), com grande alarde. Essa loja era formalmente uma Kroger Food & Drug com doze corredores, agora reconstruída com sessenta e quatro, além de ter uma Starbucks, ClickList e uma delicatesse expandida em seu interior.
A primeira loja Kroger Marketplace no Alabama foi inaugurada em Huntsville, Alabama, em 2017.

## Fabricação e distribuição

### Distribuição e logística
A distribuição e a compra de alimentos são realizadas por várias subsidiárias e divisões. Essas incluem:
- Kroger Group Cooperative, Inc.

- Kroger Group, Inc.

- Peytons

- WESCO

- Inter-American Products

A Kroger opera sua própria frota de caminhões e reboques para distribuir produtos para suas várias lojas, além de contratos com várias empresas de transporte. Em junho de 2018, a Kroger anunciou o teste de veículos autônomos para a entrega de mantimentos. Para isso, a Kroger está fazendo uma parceria com a empresa de carros autônomos Nuro.
Além de estocar uma variedade de produtos de marcas regionais, a The Kroger Company também emprega uma das maiores redes de fabricação de marcas próprias do país. Trinta e três fábricas (de propriedade integral ou usadas com acordos operacionais) em dezessete estados criam cerca de 40% dos produtos de marca própria da Kroger. Semelhante à maioria dos grandes varejistas de supermercados, a Kroger usa uma estratégia de marketing de marca própria em três níveis. Uma marca própria enfatiza produtos pelo menor preço possível, outra pretende ser comparável às principais marcas nacionais, mas com um valor melhor, e a terceira é uma marca premium (geralmente orgânica).

### Fábricas de manufatura

#### Laticínios
A Kroger opera 18 fábricas de laticínios:
- Centennial Farms Dairy em Atlanta, Geórgia

- Compton Creamery em Compton, Califórnia

- Crossroad Farms Dairy em Indianápolis, Indiana

- Heritage Farms Dairy em Murfreesboro, Tennessee

- Hunter Farms Dairy em High Point, Carolina do Norte

- Jackson Hutchinson Dairy em Hutchinson, Kansas

- Layton Dairy em Layton, Utah

- Michigan Dairy em Livonia, Michigan

- Mountain View Foods em Denver, Colorado

- Pace Dairy—Rochester em Rochester, Minnesota

- Pace Dairy—Indiana em Crawfordsville, Indiana

- Riverside Creamery em Riverside, Califórnia

- Swan Island Dairy em Portland, Oregon

- Tamarack Farms Dairy em Newark, Ohio

- Tolleson Dairy em Tolleson, Arizona

- Vandervoort's Dairy em Fort Worth, Texas

- Westover Dairy em Lynchburg, Virgínia

- Winchester Farms Dairy em Winchester, Kentucky

#### Padarias
A Kroger opera nove fábricas:
- Anderson Bakery em Anderson, Carolina do Sul

- Clackamas Bakery em Clackamas, Oregon

- Country Oven Bakery em Bowling Green, Kentucky

- Indianapolis Bakery em Indianápolis, Indiana

- K.B. Specialty Foods em Greensburg, Indiana

- King Soopers Bakery em Denver, Colorado

- La Habra Bakery em La Habra, Califórnia

- Layton Dough em Layton, Utah

- RCK Foods em Kenosha, Wisconsin

#### Itens de mercearia
A Kroger opera sete fábricas para produção de itens de mercearia:
- America's Beverage Co. em Irving, Texas: refrigerantes e água

- Delight Products em Springfield, Tennessee:  alimentos secos para cães e gatos

- Kenlake Foods em Murray, Kentucky: nozes, cereais, farinha de milho, bebidas em pó

- Pontiac Foods em Pontiac, Carolina do Sul: café, temperos, especiarias, arroz, macarrão e molhos

- Springdale Ice Cream & Beverage em Springdale, Ohio: refrigerantes, água e sorvetes

- State Avenue em Cincinnati, Ohio: molhos para salada, molhos vermelhos, xaropes, caldos, geléias e compotas

- Tara Foods em Albany, Geórgia: manteiga de amendoim, aromatizantes, molhos para bife, vinagre, vinhos de cozinha, suco de limão e molho de soja[185]

## Marcas próprias
A Kroger oferece uma coleção de produtos de sua própria marca, denominada pelo varejista como "Our Brands". Os produtos são produzidos e vendidos em níveis de qualidade e respondem por mais de 30% das vendas unitárias do varejista.

### Banner Brand
Os itens Banner Brand são produtos que levam o nome da Kroger ou de suas subsidiárias (por exemplo, Ralphs, King Soopers, etc.) ou fazem referência a elas (por exemplo, Big K) e são oferecidos exclusivamente nas lojas de propriedade da Kroger. Esses produtos são comercializados para os clientes como de baixo custo e representam mais de US$ 13 bilhões em vendas anuais. Muitos dos produtos de saúde e beleza da Kroger, uma das categorias de marca própria que mais crescem na empresa, são fabricados por fornecedores terceirizados; esses produtos incluem produtos como ibuprofeno e solução para lentes de contato.

### Private Selection
Os produtos marcados como Private Selection são oferecidos para comparação com marcas gourmet ou marcas regionais que podem ser consideradas mais sofisticadas do que os produtos padrão da marca Kroger.

### Simple Truth
A Simple Truth é a principal marca natural e orgânica da Kroger e tem crescido rapidamente desde seu lançamento em 2012. O lançamento da marca marcou a primeira vez que a Kroger se dedicou à fabricação de seus próprios produtos sem glúten, incluindo misturas de farinha, pães, etc. A marca Simple Truth se tornou a primeira oferta da Kroger a ser introduzida na China, na plataforma Tmall do Alibaba Group. A Simple Truth atingiu US$ 2 bilhões em vendas anuais em 2018.

### Outras marcas próprias
Além de suas marcas principais, a produção da Kroger cria uma variedade de marcas específicas para cada departamento. Elas são apresentadas especialmente nas lojas Fred Meyer, onde mais da metade dos produtos vendidos não são alimentícios, ou nas lojas menores do Kroger Marketplace. As marcas listadas abaixo podem ser encontradas em várias lojas de propriedade da Kroger:
- Abound - ração natural para animais de estimação

- Bakery Fresh Goodness - alimentos frescos assados

- Bloom Haus - arranjos florais

- Comforts - produtos para bebês

- Dip - marca de fast fashion criada por Joe Mimran[192]

- Everyday Living - artigos para casa

- HD Designs - artigos de luxo para casa

- HemisFares - alimentos importados

- Home Chef - empresa de refeições e entrega de alimentos adquirida em 2018

- Luvsome - ração para animais de estimação

- Murray's Cheese - loja de queijos artesanais fundada em Greenwich Village em 1940

- OfficeWorks - artigos de papelaria e material de escritório

- Pet Pride - ração para animais de estimação

## Outras operações

### Pharmacy Group
Anteriormente, a Kroger era proprietária e operava a rede de drogarias SupeRx. Em 1985, a Kroger superou a Rite Aid na compra da rede Hook's Drug Stores, com sede em Indianápolis, Indiana, e a combinou com a SupeRx para se tornar a Hook's-SupeRx. Em 1994, a Kroger decidiu sair do negócio de drogarias autônomas e vendeu suas lojas Hook's e SupeRx para a Revco, que mais tarde foi vendida para a CVS.
Hoje, a Kroger opera 2.252 farmácias, a maioria das quais está localizada dentro de seus supermercados. As farmácias continuam sendo uma parte lucrativa do negócio e têm se expandido para incluir agora farmácias no City Market, Dillons, Fred Meyer, Fry's, King Soopers, QFC, Ralphs, Harris Teeter, Smith's Food and Drug e Kroger Supermarkets.

### Supermarket Petroleum Group
Desde 1998, a Kroger tem adicionado centros de abastecimento de combustível nos estacionamentos de seus supermercados. Mais recentemente, a empresa começou a abrir centros de combustível autônomos, geralmente perto de lojas cujos estacionamentos não podiam acomodar um centro de combustível. No segundo trimestre de 2022, a Kroger operava 1.629 postos de combustível em supermercados.
Em 2006, a Kroger introduziu um novo logotipo comum para todas as suas redes de lojas de conveniência, que agora também é usado nos centros de abastecimento de combustível de todas as suas redes de supermercados - um losango com uma imagem estilizada branca dos Estados Unidos continental no centro, delimitado por quatro áreas coloridas: azul escuro representando o Oceano Pacífico, vermelho representando o Canadá, verde representando o Oceano Atlântico e amarelo representando o Golfo do México. Esse logotipo também ainda é usado nas lojas de conveniência que foram vendidas ao EG Group em 2018.

### Kroger Personal Finance
A Kroger Personal Finance foi introduzida em 2007 para oferecer cartões Visa de marca, hipotecas, empréstimos para financiamento de casa própria, seguro para animais de estimação, seguro de aluguel e seguro residencial, proteção contra roubo de identidade e serviços sem fio. Em 2017, a MasterCard se tornou a rede para o recém-marcado cartão de crédito 1-2-3 REWARDS da Kroger, emitido pelo U.S. Bank. Em 2019, a Kroger proibiu o uso de cartões de crédito Visa (mas não de cartões de débito) em duas de suas redes subsidiárias: Foods Co. Supermarkets e Smiths, citando o aumento dos custos dos cartões premium.

### Kroger Wireless
A Kroger Wireless, anteriormente conhecida como i-wireless, é uma provedora nacional de serviços sem fio de marca própria vendida em mais de 2.200 locais de varejo dentro da família de lojas Kroger em 31 estados. O serviço da Kroger Wireless funciona através da rede nacional da T-Mobile. Os clientes podem escolher entre planos de tarifas "ilimitadas", incluindo ligação/texto ilimitados e com internet ilimitada. A Kroger Wireless permite que os clientes comprem telefones em lojas selecionadas da Kroger, por meio de seu site, ou trazendo seu dispositivo T-Mobile qualificado para ativação.

### 84.51°
84.51° é uma subsidiária integral da Kroger envolvida em ciência de dados e percepções do consumidor, criada em abril de 2015, como resultado da compra pela Kroger da metade restante de seu empreendimento conjunto Dunnhumby USA da Tesco.

## Polêmicas
Em 2008, o Greenpeace começou a classificar as principais redes de supermercados dos Estados Unidos em suas práticas de sustentabilidade de frutos do mar porque, de acordo com o CEO do Greenpeace dos EUA, Phil Radford, "três quartos dos estoques globais de peixes estão sofrendo com a pesca excessiva, e 90% dos principais predadores marinhos já desapareceram". Os critérios incluíam o número de espécies de peixes ameaçadas que os supermercados vendiam, suas políticas de compra de frutos do mar e as políticas de legislação oceânica que apoiavam. Em 2013, a Kroger foi apontada por transportar 17 das 22 espécies da Lista Vermelha da IUCN, quatro das quais estão no topo da lista dessas espécies.

Em 2014, a Moms Demand Action for Gun Sense in America, uma organização nacional de controle de armas apoiada pelo ex-prefeito de Nova York Michael Bloomberg, iniciou uma campanha para pressionar a rede Kroger a proibir o porte aberto de armas de fogo em todas as suas lojas. O grupo decidiu agir em resposta a manifestações de ativistas contra o porte aberto em lojas da Kroger em Ohio e no Texas, depois de realizar pesquisas que identificaram mais de uma dúzia de tiroteios em propriedades da Kroger desde 2012. A Kroger rejeitou a exigência, afirmando:
Se as leis locais sobre armas permitirem o porte aberto, certamente permitiremos que os clientes o façam com base nas leis locais. Não acreditamos que caiba a nós legislar sobre quais devem ser as leis locais de controle de armas. Cabe aos legisladores locais decidir sobre isso. Portanto, seguimos as leis locais e pedimos aos nossos clientes que respeitem as outras pessoas com quem estão fazendo compras. E realmente não tivemos nenhum problema dentro de nossas lojas como resultado disso.
Em julho de 2021, uma ação judicial por homicídio culposo foi movida contra a Kroger pela família do trabalhador Evan Seyfried. Seyfried cometeu suicídio depois de supostamente sofrer abusos na loja Kroger em Milford, Ohio, onde trabalhou por 19 anos. De acordo com o processo, Seyfried foi intimidado por usar uma máscara nos primeiros dias da pandemia e insultado por suas opiniões políticas. Também vítima de suposta sabotagem no local de trabalho, uma das colegas de trabalho de Seyfried ligou para a linha de apoio de ética da empresa e relatou que ela e Seyfried estavam sofrendo bullying. No entanto, de acordo com a ação judicial, nenhuma medida foi tomada.
Em dezembro de 2021, a Kroger Co. anunciou a eliminação de alguns benefícios da COVID-19 para funcionários não vacinados. A empresa disse aos funcionários que não forneceria mais duas semanas de licença de emergência remunerada para funcionários não vacinados que contraíssem a COVID-19, a menos que as jurisdições locais exigissem o contrário. A Kroger também adicionaria uma sobretaxa mensal de US$ 50 aos planos de saúde da empresa para gerentes não vacinados e outros funcionários não sindicalizados.
Uma pesquisa da Mesa Redonda Econômica de 2022 com 10.000 trabalhadores no Colorado, sul da Califórnia e Washington constatou que os salários dos trabalhadores diminuíram nos últimos anos, enquanto no mesmo período a remuneração dos executivos aumentou. A pesquisa constatou que mais de 75% dos trabalhadores passam por insegurança alimentar, mais de 66% lutam para atender às necessidades básicas e 14% passam por falta de moradia, enquanto o CEO Rodney McMullen ganhou mais de US$ 22 milhões em 2020, em comparação com US$ 12 milhões no ano de 2018. De acordo com Peter Dreier, que participou do projeto: "Há trabalhadores dormindo em trailers, dormindo em sofás ou morando em parques em algum lugar. Os norte-americanos vão ao supermercado local toda semana e sorriem para a pessoa que está passando suas compras, sem saber que a pessoa com quem estão conversando vai dormir em um carro depois de bater o ponto." Cerca de dois terços dos funcionários da Kroger são trabalhadores de meio período, cujos horários muitas vezes mudam, dificultando a obtenção de um segundo emprego.